# Justin Hoogma
Justin Hoogma (Enschede, 11 giugno 1998) è un calciatore olandese, difensore dell'Heracles Almelo.

## Carriera

### Club
Cresciuto nel settore giovanile del Twente, nel 2016 passa all'Heracles Almelo, con cui nel campionato successivo diventa il più giovane calciatore nella storia dell'Eredivisie ad aver giocato ogni singolo minuto nelle 34 partite della competizione.
Il 13 giugno 2017 viene acquistato dall'Hoffenheim, con cui firma un quadriennale.

### Nazionale
Ha giocato nelle nazionali giovanili olandesi Under-17, Under-18 ed Under-20.

## Statistiche

### Presenze e reti nei club
Statistiche aggiornate al 17 marzo 2018.
| Stagione        | Squadra         | Campionato      | Campionato | Campionato | Coppe nazionali | Coppe nazionali | Coppe nazionali | Coppe continentali | Coppe continentali | Coppe continentali | Altre coppe | Altre coppe | Altre coppe | Totale | Totale | Totale |
| Stagione        | Squadra         | Comp            | Pres       | Reti       | Comp            | Pres            | Reti            | Comp               | Pres               | Reti               | Comp        | Pres        | Reti        | Pres   | Reti   |        |
| --------------- | --------------- | --------------- | ---------- | ---------- | --------------- | --------------- | --------------- | ------------------ | ------------------ | ------------------ | ----------- | ----------- | ----------- | ------ | ------ | ------ |
| 2015-2016       | Heracles        | E               | 2+1        | 0          | CO              | -               | -               | -                  | -                  | -                  | -           | -           | -           | 3      | 0      |        |
| 2016-2017       | Heracles        | E               | 34         | 0          | CO              | 3               | 0               | UEL                | 1                  | 0                  | -           | -           | -           | 38     | 0      |        |
| Totale Heracles | Totale Heracles | Totale Heracles | 36+1       | 0          |                 | 3               | 0               |                    | 1                  | 0                  |             | -           | -           | 41     | 0      |        |
| 2017-2018       | Hoffenheim      | BL              | 0          | 0          | CG              | 0               | 0               | UCL+UEL            | 0+2                | 0                  | -           | -           | -           | 2      | 0      |        |
| 2017-2018       | Hoffenheim II   | RL              | 13         | 0          | -               | -               | -               | -                  | -                  | -                  | -           | -           | -           | 13     | 0      |        |
| Totale carriera | Totale carriera | Totale carriera | 49+1       | 0          |                 | 3               | 0               |                    | 3                  | 0                  |             | -           | -           | 56     | 0      |        |

### Cronologia presenze e reti in nazionale
| Cronologia completa delle presenze e delle reti in nazionale ― Paesi Bassi under 21 | Cronologia completa delle presenze e delle reti in nazionale ― Paesi Bassi under 21 | Cronologia completa delle presenze e delle reti in nazionale ― Paesi Bassi under 21 | Cronologia completa delle presenze e delle reti in nazionale ― Paesi Bassi under 21 | Cronologia completa delle presenze e delle reti in nazionale ― Paesi Bassi under 21 | Cronologia completa delle presenze e delle reti in nazionale ― Paesi Bassi under 21 | Cronologia completa delle presenze e delle reti in nazionale ― Paesi Bassi under 21 | Cronologia completa delle presenze e delle reti in nazionale ― Paesi Bassi under 21 |
| Data                                                                                | Città                                                                               | In casa                                                                             | Risultato                                                                           | Ospiti                                                                              | Competizione                                                                        | Reti                                                                                | Note                                                                                |
| ----------------------------------------------------------------------------------- | ----------------------------------------------------------------------------------- | ----------------------------------------------------------------------------------- | ----------------------------------------------------------------------------------- | ----------------------------------------------------------------------------------- | ----------------------------------------------------------------------------------- | ----------------------------------------------------------------------------------- | ----------------------------------------------------------------------------------- |
| 10-11-2017                                                                          | Doetinchem                                                                          | Paesi Bassi under 21                                                                | 8 – 0                                                                               | Andorra under 21                                                                    | Qual. Europeo Under-21 2019                                                         | -                                                                                   | 73’                                                                                 |
| 22-3-2018                                                                           | Doetinchem                                                                          | Paesi Bassi under 21                                                                | 1 – 4                                                                               | Belgio under 21                                                                     | Amichevole                                                                          | -                                                                                   |                                                                                     |
| 27-3-2018                                                                           | Andorra la Vella                                                                    | Andorra under 21                                                                    | 0 – 1                                                                               | Paesi Bassi under 21                                                                | Qual. Europeo Under-21 2019                                                         | -                                                                                   | 65’                                                                                 |
| Totale                                                                              |                                                                                     | Presenze                                                                            | 3                                                                                   |                                                                                     | Reti                                                                                | 0                                                                                   |                                                                                     |

## Palmarès

### Club

#### Competizioni nazionali
- Eerste Divisie: 1

Heracles Almelo: 2022-2023